# Giovanni Battista Pioda
Giovanni Battista Pioda (Locarno, 4 de outubro de 1808 – Roma, 3 de novembro de 1882) foi um político suíço. Foi membro do Conselho Federal suíço de 1857 a 1864.
Ele foi eleito para o Conselho Federal da Suíça em 30 de julho de 1857 e renunciou em 26 de janeiro de 1864. Ele era filiado ao Partido Democrático Livre da Suíça. Durante seu mandato, ele ocupou o Departamento de Assuntos Internos.